# Björn Klinkenberg
Björn Klinkenberg (2 oktober 1985) is een Belgisch Duitstalig politicus voor de socialistische SP.

## Biografie
Klinkenberg behaalde in 2006 een graduaat in boekhouding en fiscaal recht aan de hogeschool Hemes Sainte-Marie in Luik, alsook in 2016 een master in de bestuurswetenschappen aan de HEC Liège Management School van de Universiteit Luik.
Hij werkte van 2008 tot 2010 als boekhouder-fiscalist en van 2010 tot 2011 bestuurder-zaakvoerder in een accountantskantoor. Nadien ging Klinkenberg aan de slag bij de bank Belfius, voorheen Dexia Bank België: van 2011 tot 2013 als klantenadviseur en van 2013 tot 2015 als relatiebeheerder. Van 2017 tot 2019 werkte hij eveneens als expert voor vermogensopbouw bij de bank KBC Groep en van 2019 tot 2020 was hij bediende bij een bedrijf actief in de import en export van bouwmaterialen. Sinds 2020 is hij aan de slag bij een verzekeringsmaatschappij.
Björn Klinkenberg trad in de politieke voetsporen van zijn vader Erwin Klinkenberg, die voor de SP onder meer actief was als OCMW-voorzitter in Kelmis en lid van het Parlement van de Duitstalige Gemeenschap, en was voorzitter van de jongerenafdeling van de partij. Na het politieke afscheid van zijn vader kwam hij in oktober 2018 op bij de gemeenteraadsverkiezingen in Kelmis. Klinkenberg werd verkozen tot gemeenteraadslid en is sinds december 2018 schepen van de gemeente, bevoegd voor Jeugd, Sport, Gezondheid en Openbare Werken.
Sinds de Duitstalige Gemeenschapsverkiezingen van juni 2024 zetelt Klinkenberg eveneens in het Parlement van de Duitstalige Gemeenschap.